# Antonio D'Amico
Antonio D'Amico (Mesagne, 20 de gener de 1959 — Manerba del Garda, 6 de desembre de 2022) fou un model i dissenyador de moda italià.

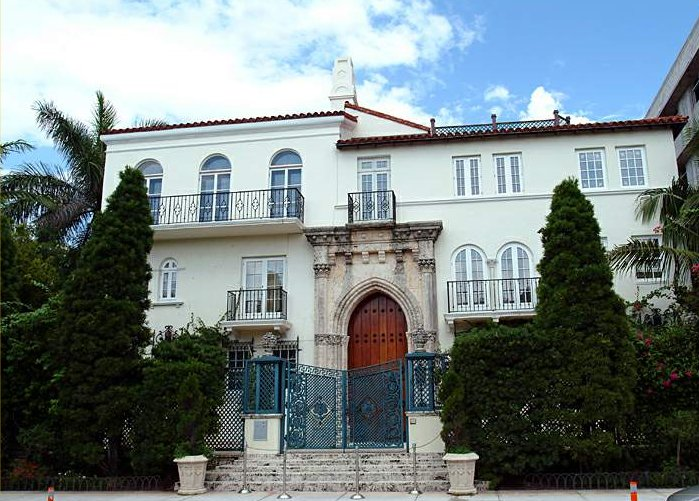
Casa Casuarina, la vila en qui D'Amico ha viscut juntament amb Gianni Versace a Miami Beach

La seva vida va estar marcada per la seva relació amb el dissenyador Gianni Versace. Els dos es van conèixer el 1982 i van començar una relació que va durar fins a 1997, data de la mort de Versace. Al llarg d'aquest període, D'Amico va contribuir a les creacions de la línia esportiva Versace.
La voluntat del seu amic, Versace, va deixar a D'Amico una anualitat de 50 milions de lliures al mes i el dret a viure a les cases de Versace a Itàlia i als Estats Units. Després de la mort de Versace, D'Amico va llançar una empresa de moda que porta el seu nom.